# Anllel Porras
Anllel de Jesús Porras Conejo (Grecia, Alajuela, Costa Rica, 25 de diciembre de 1990), más conocido como Anllel Porras (AFI: añ'λel 'pořas), es un futbolista costarricense nacionalizado guatemalteco que juega de extremo izquierdo en el Deportivo Achuapa, de la Liga Nacional de Guatemala.
Inició su carrera jugando con el Saprissa de Corazón, y luego pasó, en condición de préstamo, al Orión F.C. de la Primera División de Costa Rica en el año 2011. A mediados de 2012 fichó por el Municipal Grecia, y después de un torneo recaló en el Club Sport Herediano, equipo en el cual se consagró campeón del Verano 2013 y subcampeón del Invierno de ese año. En febrero de 2015 fue cedido a Belén para un campeonato. Seguidamente permaneció en el Pérez Zeledón durante la temporada 2015-16, club en el que logró 11 goles. En mayo de 2016, el delantero quedó en condición de libre tras el finiquito de su contrato con el Herediano, conjunto que fue dueño de su ficha. El 7 de junio de ese año, volvió al equipo donde realizó sus divisiones menores, esta vez en la categoría absoluta del Deportivo Saprissa. Vistiendo la camiseta morada, se hizo con el título de Invierno 2016.
Con la Selección de Costa Rica disputó la Copa México Continental 2012, llevada a cabo en la ciudad de Atitalaquia. Porras fue parte de la nómina de Segunda División que representó a su país en la competencia, la cual alcanzó las semifinales.

## Trayectoria

### Inicios
Anllel Porras nació el 25 de diciembre de 1990 en Grecia, Alajuela. Proviene de una familia muy pobre, la cual tuvo que luchar en todo momento para salir adelante. Anllel es hijo único de Ángel Porras y Siria Conejo. En el ámbito personal, el delantero admira a su madre, quien dedicó, por mucho tiempo, a base de trabajo para brindarle lo necesario. Durante su adolescencia, Porras salía a recolectar granos de café mientras transcurría el periodo de vacaciones estudiantiles. A los 15 años, asistió a un colegio deportivo en Grecia con Freeddy Kooper, quien le aconsejó en cada momento de seguir con su deseo de practicar el fútbol. A esa edad empezó a desarrollar sus cualidades al formar parte de las ligas menores de su localidad. Pocos años después, trabajó en un taller para la confección de piezas de automóviles, ya que fue soldador.

### Saprissa de Corazón

#### Temporada 2010-2011
Inició su carrera jugando a temprana edad en el Saprissa de Corazón. La transición hacia la capital San José le resultó muy difícil, pero su responsabilidad en la parte atlética le permitió continuar. Su gran control de balón y un potente disparo hicieron de él un valioso y prometedor futbolista, por lo que salió rápidamente hacia Orión en condición de préstamo. Sus características se basan en la capacidad de encarar y regatear al rival, además con fuertes disparos desde dentro o fuera del área. Su labor la realiza de manera primaria en la demarcación de extremo izquierdo, pero con la posibilidad de ocupar la delantera como una posición más ofensiva.

### Orión F.C.

#### Temporada 2011-2012
El atacante llegó al Orión por seis meses. Debutó en la Primera División costarricense el 7 de agosto de 2011, en la tercera fecha del Campeonato de Invierno frente a San Carlos. Anllel fue titular, brindó una asistencia a Rodolfo Rodríguez al minuto 28', y el resultado definitivo terminó con cifras de empate 2-2. El 11 de septiembre, el atacante asistió en dos oportunidades para los goles de sus compañeros, en el encuentro ante el Santos de Guápiles. El cotejo finalizó con victoria para su equipo. En la fecha 13, Porras nuevamente dio una asistencia en el juego frente a Puntarenas. Al acabar la etapa regular del torneo, el futbolista contabilizó 12 partidos disputados, en los que no anotó goles y sumó un total de 830 minutos, mientras que su conjunto alcanzó la última posición de la tabla con 17 puntos. Con esto, regresó al conjunto saprissista después de su cesión, además de los problemas administrativos y financieros que arrastró el equipo azulgrana.

### Saprissa de Corazón
Anllel Porras volvió a Saprissa para hacer frente al Torneo de Clausura 2012. En la competición, su equipo fue instaurado en el grupo B, y alcanzó la octava posición con 16 puntos, muy lejos de la zona de clasificación. Al finalizar el torneo, el delantero finalizó su contrato y se incorporó al Municipal Grecia.

### Municipal Grecia

#### Temporada 2012-2013
A mediados de 2012, se confirmó la llegada de Porras al conjunto griego, igualmente en Segunda División. En el Torneo de Apertura, Anllel consiguió tres anotaciones. Mientras tanto, su club se ubicó en el noveno puesto con 9 puntos, en zona de descenso.

### C.S. Herediano
El atacante tuvo conversaciones previas con Jafet Soto, quien le observó en un partido cuando participó con Grecia contra la Selección Sub-20 que dirigió. Además de su destacada actuación en la Copa México Continental 2012 con la selección de Segunda División costarricense. Soto le ofreció a Porras la oportunidad de integrar al Herediano, debido a sus condiciones. El delantero aceptó la propuesta y el 7 de enero de 2013 firmó con los florenses. Debutó oficialmente el 13 de enero, en la primera fecha del Campeonato de Verano contra el Santos de Guápiles, en el Estadio Ebal Rodríguez. Anllel entró como sustitución por José Sánchez al minuto 59'. Sin embargo, su equipo salió derrotado con marcador de 1-0. En este torneo, el jugador tuvo escasas ocasiones de aparecer tanto en la titularidad como en la suplencia, debido a las decisiones del entrenador Marvin Solano. Porras no fue convocado en 17 veces y su club llegó de primer lugar con 43 puntos, por lo que avanzó a la ronda eliminatoria. En las semifinales, el futbolista no fue tomado en cuenta, en las series de ida y vuelta frente al Pérez Zeledón, las cuales terminaron con marcadores de 3-4 y 1-0, con victorias respectivamente. Después, no fue llamado para afrontar las finales contra el Cartaginés; la ida se desarrolló el 19 de mayo en el Estadio "Fello" Meza, donde el resultado de 3-1 no favoreció a su conjunto. Seguidamente, el 25 de mayo, su equipo dio vuelta el marcador con cifras de 3-1, lo que obligó la serie a los lanzamientos desde el punto de penal. El 5-4 marcó la diferencia, y su equipo se coronó campeón de la competencia. Con esto, Anllel ganó su primer título y el «23» en la historia del Herediano.

#### Temporada 2013-2014
El 8 de agosto de 2013, Anllel debutó de manera oficial en la Concacaf Liga de Campeones, donde su equipo enfrentó la primera fecha ante el Valencia de Haití en el Estadio Sylvio Cator. Porras entró como variante por José Carlos Cancela al minuto 76', y cuatro más tarde colocó el quinto gol del encuentro; el resultado terminó con cifras de goleada 1-6. El jugador en ofensiva tuvo su primera aparición en la jornada 1 del Campeonato de Invierno, contra el Uruguay de Coronado en el Estadio Rosabal Cordero; partido en el que prevaleció el empate a una anotación. El 22 de agosto no fue convocado en el cotejo de visitante frente al Cruz Azul de México, en el que el Team salió con una derrota de 3-0. El 18 de septiembre, Porras volvió a conseguir un tanto ante el equipo haitiano en el triunfo de 4-2. En la jornada 13 del torneo costarricense, llevada a cabo el 6 de octubre, el delantero hizo su primer gol en la competencia, tras concretarlo frente al Puntarenas. Seguidamente, una semana después, marcó de nuevo, esta vez contra Belén. La última jornada de la fase de grupos de la competencia continental se realizó el 22 de octubre, en la que su club recibió al conjunto mexicano, con la responsabilidad de obtener un triunfo que lo acercara a la siguiente ronda. Sin embargo, la pérdida de 1-2 significó la eliminación de los rojiamarillos. Porras marcó el gol de los florenses en el segundo tiempo, por medio de una asistencia de su compañero Pablo Salazar. El atacante logró dos tantos más en el Invierno, en los encuentros contra Alajuelense y Universidad de Costa Rica que terminaron en triunfos de 2-0 y 4-1, respectivamente. Al finalizar la etapa de clasificación, el Herediano alcanzó la primera posición con 49 puntos. El futbolista fue tomado en cuenta por el técnico en las semifinales ante el Cartaginés, las cuales culminaron con victorias de 0-2 y 3-0. Las finales de ida y vuelta se llevaron a cabo el 16 y 22 de diciembre frente a Alajuelense. En ambos encuentros se presentó el empate 0-0, por lo que los penales fueron requeridos para decidir el ganador. El resultado concluyó con cifras de 3-5, con triunfo del rival. Por lo tanto, su equipo se adjudicó como subcampeón nacional. Anllel Porras participó en un total de 18 partidos, sumó 1258 minutos y anotó cuatro goles. 
El atacante no fue convocado durante las primeras fechas del Campeonato de Verano 2014. Debutó en el torneo el 25 de enero, encuentro correspondiente a la jornada 4, contra el Santos de Guápiles en el Estadio Ebal Rodríguez. Participó 54 minutos en la derrota de su club con marcador de 1-0. El 22 de febrero marcó su primer gol ante la Universidad de Costa Rica, en el triunfo de 5-0. El 18 de marzo, se confirmó la lesión del futbolista tras una ruptura en el ligamento de la rodilla izquierda, lo que repercutió en la no continuidad del jugador por el resto de la competición. Por otra parte, el Herediano alcanzó la fase de semifinales después de colocarse en el tercer lugar con 41 puntos. La serie se desarrolló frente a Alajuelense, donde el resultado global de 4-2 favoreció a los liguistas. Finalmente, Anllel jugó 4 partidos y sumó 184 minutos.

#### Temporada 2014-2015
El club rojiamarillo sustituyó al entrenador; inicialmente estuvo César Eduardo Méndez pero Jafet Soto asumió el puesto poco tiempo después. El 7 de octubre de 2014, el jugador se recuperó de su lesión y volvió a la acción para el Campeonato de Invierno, en el partido contra el Uruguay de Coronado en el Estadio "Coyella" Fonseca. Porras ingresó de cambio por Elías Aguilar al minuto 70', y su equipo ganó con marcador de 0-1. Al finalizar la etapa regular del torneo, el delantero contabilizó 8 encuentros disputados, con un total de 161 minutos de participación; mientras que su conjunto llegó de segundo lugar con 46 puntos. En los primeros días de diciembre, se llevaron a cabo las semifinales de ida y vuelta frente al Cartaginés. Anllel no fue convocado en estas series, las cuales terminaron con resultados de 2-3 y 0-0, avanzando a la última instancia. Las finales fueron ante el Deportivo Saprissa; la derrota de 4-2 y el empate 1-1 confirmaron de nuevo el subcampeonato de los florenses.
Para el Campeonato de Verano 2015, su club nombró a Mauricio Wright como el nuevo estratega. Porras debutó en la jornada 3 del 28 de enero contra la Universidad de Costa Rica; llegó como variante por José Sánchez al minuto 56', y la igualdad sin anotaciones permaneció hasta el final del encuentro. El 1 de febrero, en el partido ante el Cartaginés en el Estadio "Fello" Meza, el atacante entró de cambio por Sánchez al minuto 52', pero veinticinco más tarde fue sustituido por Junior Alvarado. Esto provocó controversia entre el futbolista y el entrenador, ya que Anllel se encontró en buena condición para participar. Sin embargo, Wright declaró que Porras «no entró en el juego y que un rival como el Cartaginés no podía arriesgar el resultado». Un día después, la dirigencia herediana aceptó la propuesta del delantero para salir en condición de préstamo hacia Belén.

### Belén F.C.
El 2 de febrero de 2015, se anunció la cesión del extremo izquierdo al conjunto belemita, por el periodo de un torneo corto, esto con el fin de retomar su nivel futbolístico. El 8 de febrero debutó en el partido contra el Deportivo Saprissa, realizado en el Estadio Rosabal Cordero. Porras fue titular los 90 minutos en la pérdida de 1-2. Su primer gol se presentó el 26 de marzo frente a Carmelita, en la victoria con goleada de 5-0. En las jornadas 21 y 22 volvió a anotar, ante el Pérez Zeledón y la Universidad de Costa Rica, respectivamente. Al término de la fase regular, su club alcanzó el duodécimo puesto, pero en la general obtuvo el noveno, por lo que eludió la zona de descenso. Mientras tanto, Anllel acumuló 897 minutos de participación, en los que jugó 16 partidos. En mayo regresó al Herediano, equipo dueño de su ficha.

### Pérez Zeledón

#### Temporada 2015-2016
El 5 de junio de 2015, se confirmó la incorporación del futbolista en el Pérez Zeledón. Porras fue firmado en calidad de cedido por una temporada. Inició como generaleño en la primera fecha del Campeonato de Invierno, en la que su club enfrentó al Santos de Guápiles en condición de visitante. Porras se desempeñó como interior izquierdo, participó 69 minutos, salió por Jaime Valderramos y el resultado fue de derrota 1-0. El 20 de septiembre obtuvo su primer tanto, lo marcó ante Belén en el Estadio Municipal; el marcador finalizó en empate 2-2. El 22 de noviembre, logró un gol contra Alajuelense, pero resultó insuficiente, ya que el rival derrotó a su equipo con goleada de 2-7. Su última anotación se registró en la fecha 22, en la que su club perdió 1-2 ante Limón. Anllel en total jugó 15 partidos, sumó 693 minutos e hizo tres goles. El rendimiento del Pérez Zeledón se vio afectado, debido a que se posicionó en zona de descenso con 15 puntos.
El Campeonato de Verano 2016 se inauguró el 16 de enero. Su equipo no enfrentó la primera jornada contra el Santos de Guápiles, debido a un problema administrativo del conjunto santista. Por lo tanto, su club ganó por disposición de la UNAFUT. El 24 de enero debutó en el encuentro ante Carmelita, en el Estadio Morera Soto. Porras participó 68 minutos en el triunfo de 1-2. Tres días después, Anllel marcó su primer doblete al concretarlo frente al Herediano, en los minutos 12' y 47'; el empate a dos goles prevaleció en el juego. Luego anotó en tres fechas consecutivas, contra la Universidad de Costa Rica, Alajuelense y Liberia. En total hizo 8 goles en 12 partidos, sumó 925 minutos de participación, acumuló una tarjeta amarilla y sufrió una lesión en la rodilla derecha, la cual fue intervenida quirúrgicamente. Al finalizar el torneo, su equipo se ubicó en la séptima posición con 29 puntos, mientras que en la general acumulada alcanzó el décimo puesto, evitando el descenso. Por otra parte, el jugador regresó al Herediano, y finiquitó su contrato antes de que expirase. De esta forma, quedó en condición de libre y tuvo un acuerdo verbal con los Guerreros del Sur para su fichaje. Sin embargo, Anllel le informó al presidente del equipo que no formaría parte la institución.

### Deportivo Saprissa

#### Temporada 2016-2017
El 7 de junio de 2016, el Deportivo Saprissa oficializó la llegada de Porras a la plantilla tibaseña. El jugador firmó por un año con el equipo; anteriormente había formado parte del club de Segunda División, por lo que se da su regreso, esta vez al conjunto absoluto.

“Conozco muy bien lo que representa vestir esta camiseta morada, es una gran oportunidad profesional y personal. Voy a defender los colores del equipo más ganador de Costa Rica y eso es algo que me llena de orgullo. Solo puedo prometer mucho trabajo, esfuerzo, entrega y dedicación para representar dignamente estos colores. Los objetivos son claros y voy a darlo todo por Saprissa”.
—Anllel Porras. 7 de junio de 2016. San José.

El 22 de junio fue presentado en conferencia de prensa, junto con Rolando Blackburn y Jeikel Medina como refuerzos del club. Además, se le asignó la dorsal «21». En la primera fecha del Campeonato de Invierno 2016, su equipo hizo frente al recién ascendido San Carlos, el 16 de julio en el Estadio Nacional. Sus compañeros Ulises Segura, David Guzmán y Rolando Blackburn anotaron, pero el empate de 3-3 prevaleció hasta el final del juego. Anllel apareció en la alineación titular y se desempeñó como delantero centro, pero fue sustituido por Diego Calvo al minuto 62'. El 18 de agosto se inauguró la Concacaf Liga de Campeones donde su equipo, en condición de local, tuvo como adversario al Dragón de El Salvador. El futbolista quedó en la suplencia y el resultado culminó en triunfo con marcador abultado de 6-0. El 25 de agosto se desarrolló la segunda fecha de la competencia continental, de nuevo contra los salvadoreños, pero de visitante en el Estadio Cuscatlán. Anllel no pudo viajar con su club a causa de una lesión. Tras los desaciertos de sus compañeros en acciones claras de gol, el resultado de 0-0 se vio reflejado al término de los 90 minutos. La tercera jornada del torneo del área se llevó a cabo el 14 de septiembre, en el Estadio Ricardo Saprissa contra el Portland Timbers de Estados Unidos. A pesar de que su club inició perdiendo desde el minuto 4', logró sobreponerse a la situación tras desplegar un sistema ofensivo. Los goles de sus compañeros Fabrizio Ronchetti y el doblete de Marvin Angulo, sumado a la anotación en propia del futbolista rival Jermaine Taylor, fueron suficientes para el triunfo de 4-2. El 9 de octubre reapareció en la titularidad, en el compromiso de local frente a Limón. Porras además de asistir a Daniel Colindres en una oportunidad, logró concretar su primer doblete de la temporada a los minutos 20' y 62'. El marcador fue de victoria 6-1. El 19 de octubre se tramitó el último encuentro de la fase de grupos, por segunda vez ante los estadounidenses, en el Providence Park de Portland, Oregon. El jugador quedó en la suplencia, y el desenlace del compromiso finiquitó igualado a un tanto, dándole la clasificación de los morados a la etapa eliminatoria de la competencia. En el vigésimo segundo partido de la primera fase de la liga nacional, su conjunto enfrentó a Liberia en el Estadio Ricardo Saprissa. El marcador de 3-1 aseguró el liderato para su grupo con 49 puntos, y además un cupo para la cuadrangular final. El 15 de diciembre su equipo venció 2-0 al Herediano, para obtener el primer lugar de la última etapa del certamen y así proclamarse campeón automáticamente. Con esto, los morados alcanzaron la estrella número «33» en su historia y Porras logró el segundo título de liga en su carrera. Estadísticamente, contabilizó 16 apariciones y concretó dos goles, para un total de 702 minutos disputados.
Para el inicio del Campeonato de Verano 2017 que se llevó a cabo el 8 de enero, el equipo saprissista tuvo la visita al Estadio Carlos Ugalde, donde enfrentó a San Carlos. Por su parte, Anllel Porras esperó desde la suplencia y entró de cambio por Fabrizio Ronchetti al minuto 68'. El marcador fue con derrota de 1-0. El 18 de febrero, en el compromiso de los morados de local frente a Liberia, en el Estadio "Fello" Meza de Cartago, Porras anotó un gol desde fuera del área al minuto 70', para la victoria con cifras de goleada 4-1. La reanudación de la Liga de Campeones de la Concacaf, en la etapa de ida de los cuartos de final, tuvo lugar el 21 de febrero, fecha en la que su club recibió al Pachuca de México en el Estadio Ricardo Saprissa. El atacante ingresó de relevo por Anderson Leite al minuto 54' y el trámite del encuentro se consumió en empate sin anotaciones. El 28 de febrero fue el partido de vuelta del torneo continental, en el Estadio Hidalgo. Las cifras finales fueron de 4-0 a favor de los Tuzos. El 9 de abril se efectuó el juego de la jornada 20 ante Belén en el Estadio "Colleya" Fonseca. Los contrincantes se pondrían arriba con las cifras de 2-0, pero al minuto 75', su compañero Marvin Angulo fue derribado dentro del área, por lo que el árbitro sancionó penal a favor de su equipo. El mismo Angulo se encargó de concretar el gol del descuento y Anllel Porras, quien había entrado de cambio por Christian Martínez, hizo un doblete en dos minutos para darle vuelta al resultado y así lograr el triunfo 2-3 de manera vertiginosa. El 12 de abril, en el áspero partido contra Pérez Zeledón en el Estadio Ricardo Saprissa, su club estuvo por debajo en el marcador por el gol del adversario en tan solo cuatro minutos después de haber iniciado el segundo tiempo. El bloque defensivo de los generaleños le cerró los espacios a los morados para desplegar el sistema ofensivo del entrenador Carlos Watson, pero al minuto 85', su compañero Daniel Colindres brindó un pase filtrado al uruguayo Fabrizio Ronchetti para que este definiera con un remate de pierna izquierda. Poco antes de finalizada la etapa complementaria, el defensor Dave Myrie hizo el gol de la victoria 2-1. Con este resultado, los saprissistas aseguraron el liderato del torneo a falta de un compromiso de la fase de clasificación. A causa de la derrota 1-2 de local ante el Santos de Guápiles, su equipo alcanzó el tercer puesto de la cuadrangular y por lo tanto quedó instaurado en la última instancia al no haber obtenido nuevamente el primer sitio. El 17 de mayo se desarrolló el juego de ida de la final contra el Herediano, en el Estadio Rosabal Cordero. El delantero entró de cambio al inicio del segundo tiempo por Jaylon Hadden en la pérdida de 3-0. En el partido de vuelta del 21 de mayo en el Estadio Ricardo Saprissa, los acontecimientos que liquidaron el torneo fueron de fracaso con números de 0-2 a favor de los oponentes, y un agregado de 0-5 en la serie global. El 29 de mayo se confirmó su salida del equipo, debido al fin de su contrato sin ser renovado.

### UCR Fútbol Club

#### Temporada 2017-2018
El 19 de junio de 2017, el jugador fue presentado como nuevo refuerzo de UCR Fútbol Club. Logró marcar en tres ocasiones a lo largo del Torneo de Apertura, específicamente ante rivales como Carmelita (victoria 1-2), Grecia (derrota 1-2) y Liberia (triunfo 2-3). Tuvo diecinueve presencias en total y al finalizar el certamen quedó fuera del equipo, debido a la rescisión de su contrato al igual que sus compañeros Minor Álvarez, César López, Bryan Vega y Verny Scott.

### Deportivo Malacateco
El 28 de diciembre de 2017, fue informado que Porras dejaría su país para incorporarse al Deportivo Malacateco de Guatemala. Tres días después se hizo oficial su llegada al club.

### Antigua G.F.C
El 19 de mayo de 2018, el delantero se convirtió en nuevo jugador del Antigua guatemalteco.

## Selección costarricense
Anllel Porras fue convocado por la Selección Sub-23 de Costa Rica del entrenador Paulo Wanchope. Enfrentó el amistoso del 19 de abril de 2012, contra Egipto en el Estadio "Fello" Meza. El futbolista entró como sustitución por Daniel Quirós al minuto 46', y su país perdió con marcador de 0-1.
El 18 de septiembre de 2012, se confirmó la convocatoria del director técnico Minor Arguedas, para dirigir en la Copa México Continental en la zona de Atitalaquia; el atacante apareció en la nómina costarricense de Segunda División y su país fue ubicado en el grupo 1. Tres días después, Porras debutó en el torneo contra el conjunto de Actopan, y anotó un gol para el triunfo de 3-0. Seguidamente, marcó frente al Tezontepec, donde el resultado terminó 3-1 a favor de los Ticos. El empate 0-0 frente a Argentina definió la clasificación de su selección a la siguiente ronda. El 25 de septiembre, su país hizo frente a la etapa eliminatoria ante Panamá; el doblete de Porras dio la victoria de 2-1. A pesar de la derrota con marcador de 1-0 contra Colombia, la Tricolor avanzó a la semifinal como mejor perdedor. En esta instancia, su escuadra salió con una pérdida ante Brasil, lo que significó la eliminación. El delantero salió como uno de los más destacados de la copa, tras obtener cuatro anotaciones.

## Clubes
| Club                                  | País       | Año         |
| ------------------------------------- | ---------- | ----------- |
| Saprissa de Corazón                   | Costa Rica | 2010 - 2011 |
| Orión F.C. (Préstamo)                 | Costa Rica | 2011        |
| Saprissa de Corazón                   | Costa Rica | 2012        |
| Municipal Grecia                      | Costa Rica | 2012        |
| C.S. Herediano                        | Costa Rica | 2013 - 2015 |
| Belén F.C. (Préstamo)                 | Costa Rica | 2015        |
| Pérez Zeledón (Préstamo)              | Costa Rica | 2015 - 2016 |
| Deportivo Saprissa                    | Costa Rica | 2016 - 2017 |
| UCR Fútbol Club                       | Costa Rica | 2017        |
| Deportivo Malacateco                  | Guatemala  | 2018        |
| Antigua G.F.C.                        | Guatemala  | 2018 - 2020 |
| Deportivo Zacapa                      | Guatemala  | 2020        |
| Santa Lucía                           | Guatemala  | 2021        |
| Deportivo Iztapa                      | Guatemala  | 2022        |
| C.D Guastatoya                        | Guatemala  | 2023        |
| Club Deportivo Cobán Imperial         | Guatemala  | 2023 - 2024 |
| Club Social y Deportivo Suchitepéquez | Guatemala  | 2024        |
| Deportivo Achuapa                     | Guatemala  | 2025 - act. |

## Palmarés

### Títulos nacionales
| Título                         | Club               | País       | Año  |
| ------------------------------ | ------------------ | ---------- | ---- |
| Primera División de Costa Rica | C.S. Herediano     | Costa Rica | 2013 |
| Primera División de Costa Rica | Deportivo Saprissa | Costa Rica | 2016 |
| Liga Nacional                  | Antigua GFC        | Guatemala  | 2019 |
| Liga Nacional                  | Santa Lucía        | Guatemala  | 2021 |